# 天王峰级戰車登陸艦

天王峰级戰車登陸艦(천왕봉，LST-II)由南韓現代重工聯合韓進重工製造的中型兩棲攻擊艦，但噸位因素無法採用氣墊船載具而是傳統登陸舟，然而艦上裝有垂直發射器的短程防空飛彈，使其火力和科技上又略高於美俄20世紀末期建造的兩棲突擊艦。

## 概觀
2007年4月韓國國防部開始籌畫替換老舊高峻峰級登陸艦，總預算約8.5億美元的LST-II計畫展開，由國防項目採辦署招標，初期規劃為6500噸級搭載氣墊船的兩棲突擊艦，後預算被縮減改為4500噸級採用傳統登陸舟。

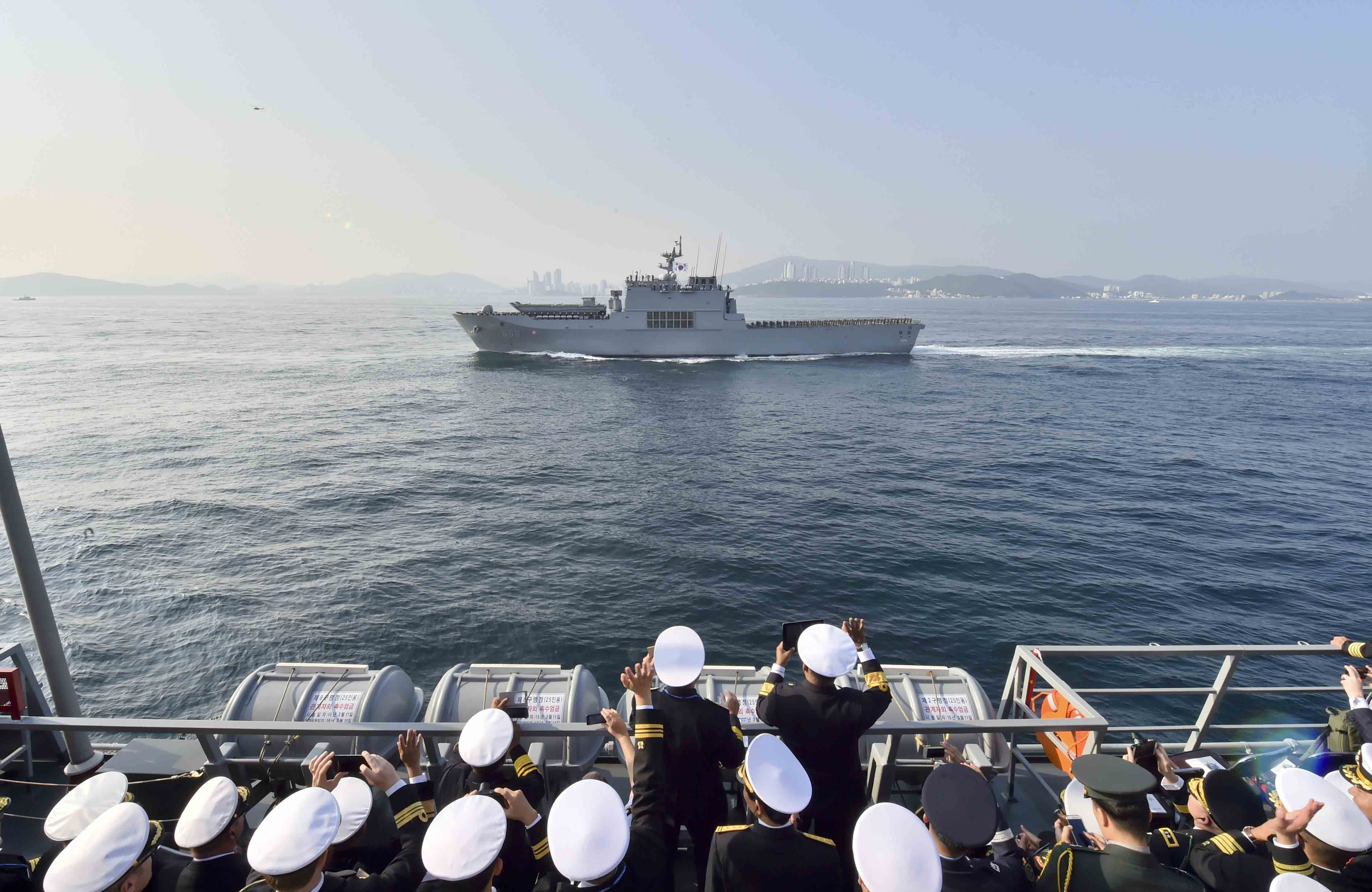
側面

天王峰级最大航速約23節，搭載300名陸戰隊，前方甲板有兩艘登陸舟靠大型起重機施放於海面，後方塢艙另有一艘較大登陸舟可載坦克，船內車庫可放兩台坦克八台裝甲車，艦尾設有大型直昇機甲板具有兩個起降點，但沒有機庫只能臨時停放。
2011年起共建造四艘都以韓國山峰命名。
| 名稱   | 舷號    | 船廠     | 下水           | 服役           | 退役 | 狀態 |
| ------ | ------- | -------- | -------------- | -------------- | ---- | ---- |
| 天王峰 | LST-686 | 韓進重工 | 2013年9月11日  | 2014年11月28日 |      | 服役 |
| 天子峰 | LST-687 | 現代重工 | 2015年12月15日 | 2017年8月1日   |      | 服役 |
| 日出峰 | LST-688 | 現代重工 | 2016年10月25日 | 2018年4月2日   |      | 服役 |
| 露積峰 | LST-689 | 現代重工 | 2017年11月2日  | 2018年11月21日 |      | 服役 |